# Abraxas stictotaenia
Abraxas stictotaenia är en fjärilsart som beskrevs av Eugen Wehrli 1932. Abraxas stictotaenia ingår i släktet Abraxas och familjen mätare. Inga underarter finns listade i Catalogue of Life.